# Servizio navale dell'Arma dei Carabinieri
Il Servizio navale dell'Arma dei Carabinieri è un reparto dei Carabinieri che si occupa  della sicurezza in mare.

## Storia
Il servizio è stato istituito l'11 novembre 1969 per lo svolgimento dei compiti istituzionali dell'Arma anche sul mare e sulle acque interne.
Il servizio viene articolato in:
- un ufficio dei servizi aereo e navale;
- un servizio di superficie;
- un servizio subacqueo.

## Ufficio dei servizi aereo e navale
L'ufficio è alle dipendenze del II Reparto dello stato maggiore del Comando generale. Espleta funzioni di direzione, addestramento, logistica e di consulenza tecnica.

## Servizio di superficie
Le unità navali in dotazione all'arma sono assegnate ai comandi provinciali ed ai comandi di compagnia e vengono classificate, sulla base delle loro caratteristiche tecniche, in:
- Motovedette d'altura

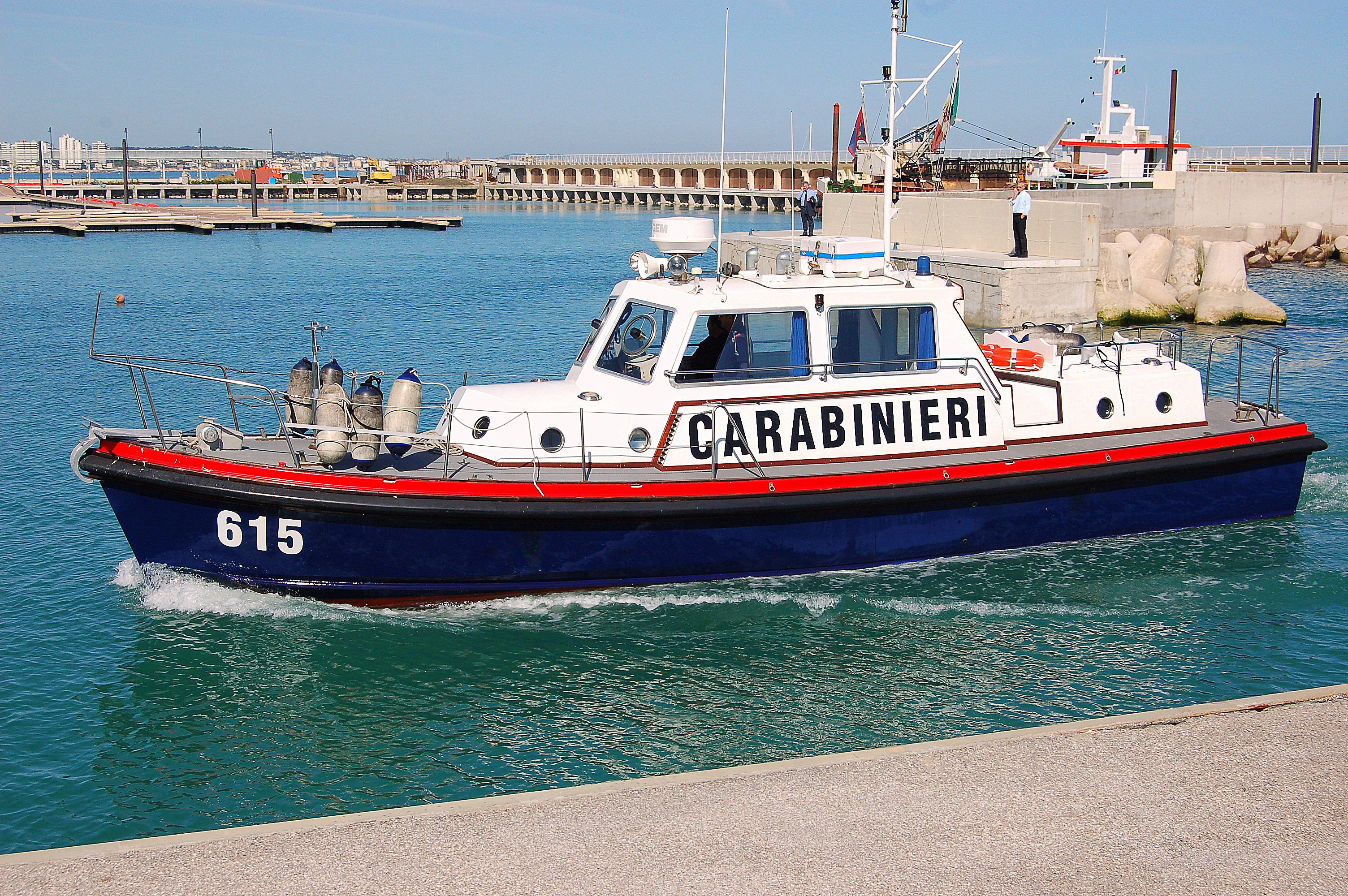
Motovedetta costiera Classe 600

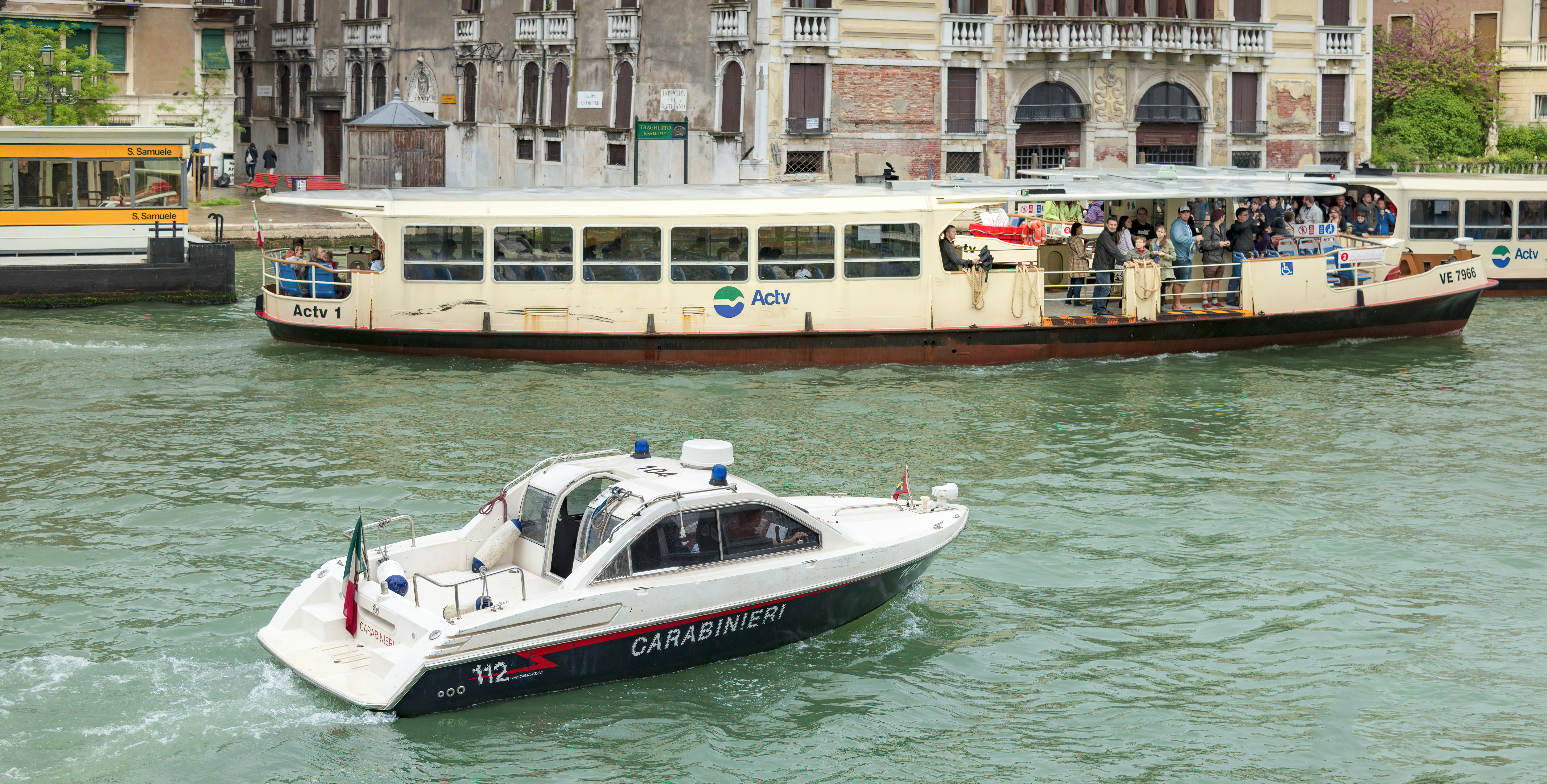
Motovedetta lagunare in servizio a Venezia

  - 16 Nuova Classe  N 800 (Ferretti)
  - 27 Classe 800
  - Classe 700
  - Classe 600
- Motovedette costiere
  - Classe 100
- Motovedette lagunari, in servizio a Venezia
  - Classe 300
  - Classe N100
  - Classe T120
- Battello pneumatico Sthinger [2]

Accanto a queste unità vi sono le motovedette Classe S che operano a supporto dei reparti subacquei.

## Servizio subacqueo
Il Servizio subacquei dell'Arma dei Carabinieri era articolato su:
- Un Centro subacquei dell'Arma dei Carabinieri, con sede a Genova, dipende dalla Legione carabinieri "Liguria", assolveva funzioni addestrative e svolgeva compiti operativi di particolare rilievo.
- 5 nuclei carabinieri subacquei, distribuiti sul territorio nazionale e dislocati a Roma, Cagliari, Napoli, Bari e Messina dipendenti dalle compagnie territoriali ove erano ubicati

Le mansioni svolte dal Servizio subacqueo potevano essere divise in:
- compiti ordinari:
  - ricerca e recupero nelle acqua marine ed interne di corpi di reato, armi, stupefacenti, cadaveri, relitti e qualsiasi altro materiale che, in tale ambito, sia stato occultato e disperso;
  - ispezione e ricognizione di relitti sommersi;
  - soccorso in occasione di alluvioni ed allagamenti;
- compiti eventuali:
  - localizzazione e recupero di materiale di interesse archeologico;
  - concorso nelle ricerche subacquee di interesse scientifico;
  - concorso nel rilevamento del grado di inquinamento delle acque;
  - assistenza a manifestazioni sportive.